# جون هول (مهندس)
كان جون غندرسون هول (1 سبتمبر 1851 – 1941) مهندسًا وناشطًا نرويجيًا. عُرف بمنشوره ريفلينغين (حلقة البنادق)، الذي نُشر في فبراير 1884، وأسفر عن اعتقاله بتهمة إهانة الذات الملكية. دعا غندرسون في المنشور الجنود والمدنيين إلى تسليح أنفسهم وتطويق مبنى البرلمان النرويجي، وتشكيل «حلقة من البنادق»، إذا ما دعت الحاجة إلى ذلك. كان الوضع السياسي في النرويج آنذاك غير مستقر، إذ بدأ الليبراليون السياسيون دعوى عزل مستمرة ضد الحكومة المحافظة. دعم أوسكار الثاني ملك السويد والنرويج السياسيين المحافظين، واعتقد هول أن هناك خطة لتنفيذ هجوم مضاد سياسي وعسكري، ومن هنا جاءت الحاجة إلى حراسة البرلمان. كانت التوترات الناشئة بين الليبراليين والمحافظين السبب وراء توجه هول إلى مجال السياسة في المقام الأول عام 1880. كان يعمل قبل ذلك مهندسًا وكاتبًا، ولم يهتم بالسياسة نهائيًا. كثف كتاباته بعد عام 1880، وانخرط أيضًا في نقابات عمالية غير اشتراكية، بما في ذلك المحاولة الفاشلة لتأسيس مركز نقابي وطني في كريستيانيا.
حصلت تغييرات في الحكومة عندما خسر المحافظون قضية العزل، وأُسقطت التهم الموجهة إلى هول. بعد ذلك بعامين، حصل على تعويض مادي من مجلس النواب. وبعد بضع سنوات تخللها السكون وركز فيها على العمل الهندسي، عاد هول إلى السياسة كعضو في مجلس مدينة شيَن، ممثلًا لحركة الاعتدال المحلية. ترشح للانتخابات البرلمانية مرتين ولكنه لم يحقق نجاحًا.

## النشاط السياسي

### نبذة تاريخية
اهتم هول بالصحافة أثناء دراسته. بدأ الكتابة لمجلة نورسك ناشيونال تايندي غير السياسية في عام 1877، لكن اهتمامه بالسياسة تزايد بعد رصده الاضطرابات السياسية المتصاعدة في ذلك الوقت. كافح السياسيون الليبراليون في البرلمان النرويجي لتطبيق ممارسة استدعاء وزراء الحكومة بهدف استجوابهم. لم يكن القصد من ذلك الإجراء في البداية الضغط على الوزراء بشخصهم، بل تكثيف النقاش حول القضايا الهامة. لم يُنتخب الفرع التنفيذي للحكومة، وكان الهدف من ذلك تعزيز المشاركة في الحكم مع الهيئة التشريعية المنتخبة ديمقراطيًا. كان الوزراء يتعرضون أساسًا للانتقادات في المناقشات البرلمانية؛ إذا استُجوبوا شخصيًا، فستتاح لهم الفرصة للدفاع عن أنفسهم. تطلب هذا الأمر تعديل الدستور، خطوةٌ استمر الفرع التنفيذي في رفضها بقيادة أوسكار الثاني ملك السويد والنرويج. عارض المحافظون في البرلمان هذا أيضًا، خوفًا من أن يستخدم البرلمان الذي يهيمن عليه الليبراليون التغيير الدستوري لفرض الرقابة على السلطة التنفيذية ومحاسبتها، وبالتالي التعدي على مبدأ فصل السلطات. جاء النقض الملكي الأول في عام 1872، وبعد ذلك غُيّر الاقتراح قليلًا، ولكنه نُقض مرة أخرى في عام 1874. تبع ذلك اقتراحان متطابقان، رُفضا أيضًا، في عامي 1877 و1880. بعد عام 1880، تراجع استجواب الوزراء إلى الظل؛ وبدلًا من ذلك، دار الخلاف حول حق الملك في استخدام النقض في القضايا الدستورية. اتضحت ثلاث وجهات نظر مختلفة: جادل البعض بأن الملك ليس لديه حق النقض على الإطلاق، وارتأى ذوو الموقف الوسط السماح بتأجيل النقض، في حين ادعت الحكومة والملك حق النقض المطلق. يُزعم أن حق النقض المطلق كان في «روح» المملكة عام 1814 ومبدأ فصل السلطات. استشهد أصحاب الرأي الأول بمبدأ السيادة الشعبية.
لم يكن الوزراء خارج دائرة الضوء، على الرغم من المركزية التي احتلتها مسألة حق النقض. وبما أن الوزراء كانوا أدنى مرتبة من الملك داخل الفرع التنفيذي، فقد كان الملك مسؤولًا عن جميع الإجراءات التي يقوم بها هذا الفرع؛ ومع ذلك، تحمل الوزراء مسؤولية المشورة المقدمة إلى الملك عند اجتماعهم في مجلس الدولة. وفقًا للدستور، على الوزراء في حال اعتراض أي منهم، ذكر ذلك صراحة في بروتوكول الاجتماع، خشية اعتبارهم متفقين، مما يحملهم مسؤولية مشتركة. كان الملك فوق القانون، ولكن يمكن محاكمة رئيس الوزراء ووزرائه بالعزل بسبب نصحهم الملك بتقديم نقض غير دستوري. تتألف محكمة العزل من قضاة المحكمة العليا والسياسيين المنتخبين من اللاغتينغ (المجلس الأعلى في برلمان النرويج)، وبما أن المجوعة الأخيرة شكلت أغلبية الثلثين، يمكن أن تبدأ محاكمة العزل بنتيجة مؤكدة إلى حد ما بمجرد سيطرة الليبراليين على مقاعد اللاغتينغ من خلال الانتخابات العامة.

### ساحات للنشاط
وقف جون هول إلى جانب جون سفيردروب، رجل قانون ليبرالي أصبح رأس حربة المعارضة البرلمانية للملك. انخرط هول أيضًا في رابطة كريستيانيا العمالية، التي كان يهيمن عليه الليبراليون السياسيون (وليس الاشتراكيون) في ذلك الوقت، بصفته عضو في مجلس الإدارة. عمل من عام 1881 على سامفانديت، الإصدار الخاص بالرابطة. توقفت هذه الدورية في النهاية عن النشر، لكن خلفتها نوردماندين في عام 1883، واشترك هول في ملكيتها. استخدم هول سامفانديت ونورماندين كميادين عامة رئيسية لنشاطه. كان أيضًا وراء الدورية التابعة لاتحادات البنادق نورسك سكايتر تايندي، والتي بدأت في عام 1882 وحررها ديفيد ديتريشسون لفترة قصيرة قبل تولي هول مسؤولية تحريرها.

### اتحادات البنادق والجيش
توصل هول في النهاية إلى الاعتقاد بأن الملك أوسكار الثاني وأنصاره سيغتصبون السلطة السياسية بمساعدة الجيش النرويجي، في حال عارضهم البرلمان النرويجي. استند هول في وجهة النظر هذه إلى خطابين ألقاهما أوسكار في عام 1882، كان إحداهما في ختام الدورة البرلمانية في ذلك العام، وبالتالي قبل الانتخابات العامة لعام 1882. كان هارالد نيكولاي ستورم ويرغلاند، القائد في قلعة آكرشوس، الواقعة بالقرب من البرلمان النرويجي، معروفًا بالمحافظ المخلص. في عام 1880، دعا البرلمان إلى زيادة القوة العسكرية في المدينة. وأيد رئيس الشرطة هذا الطلب؛ ذكر في رسالة إلى وزارة العدل والشرطة أن هناك حاجة للاستعداد للوضع السياسي، كذريعة ممكنة «للاضطرابات والتظاهرات». عُيّن أوتو نيكويست، صديق شخصي للملك، في عام 1882 قائدًا للكتيبة المتمركزة في كريستيانيا. في أواخر عام 1883، اقترح أوسكار تفريق مخازن مغلاق البنادق في مستودعات في جميع أنحاء البلاد، لمنع حدوث حالة يقلب فيها الفلاحون المنتفضون أسلحة الجيش ضدهم. عُقدت محادثات سرية، حول انقلاب محتمل بدعم من الجيش، بين أوسكار وكريستيان سيلمر في قلعة سوفيرو في سكونا عام 1883، وأيدت صحيفة مورغن بلاديت علنًا حلًا كهذا.
كان تشكيل القوات شبه العسكرية إحدى وسائل مواجهة هذا الوضع. ظهرت اتحادات بنادق محلية في جميع أنحاء البلاد. كان اتحاد البنادق الأول – هيئة الأولمبياد وأولمبياد المعوقين النرويجية والاتحاد الرياضي لعام 1861 – محافظ سياسيًا، لكن عددًا كبيرًا من الاتحادات الأحدث، خاصة في المناطق الريفية، دعمت السياسيين الليبراليين والراديكاليين. تدربوا كجنود نظاميين، لكنهم لم يرتكبوا أعمال عنف سياسي. بل كان الغرض الكامن وراءها ردع صراع محتمل. إذا كان قادة الجيش المحافظين سيستخدمون القوة لإخضاع المسيرة البرلمانية، فقد كان من الواضح أن اتحادات البنادق أيضًا يمكن أن تزحف نحو كريستيانيا، ربما بمساعدة قادة «مارقين» مثل ألبرت جاكوبسن. دعم هول اتحادات البنادق الليبرالية، وساعد في تأسيس اتحاد كريستيانيا للتسلح الشعبي في مدينته. ترأس أيضًا نوردر سكايترلاغ، رابطة محلية للبنادق مقرها نوردر أكر (أكر الشمالية). كتب العديد من المقالات حول هذا الموضوع، إلى جانب العمل التنظيمي. كتب في سامفانديت أن «الانقلاب أو محاولة القيام به» من شأنه أن يؤدي إلى انتفاضة شعبية، حيث «النرويجيين الحقيقيين»، «جنودٌ أو غيرهم» سيطوقون مبنى البرلمان «بآلاف الحراب» و«يترقبون» العمليات السياسية ويحمون الدستور.
لم يكن هذا النشاط متوافقًا مع حياته المهنية، إذ كان موظفًا في البلدية. اختار هول، في ذلك الوضع، ترك المنظمات المتطرفة بشكل رسمي، واستقال من منصبه كعضو في مجلس إدارة رابطة كريستيانيا العمالية واتحاد كريستيانيا للتسلح الشعبي. وبذلك احتفظ بوظيفته. ومع ذلك، أقالته البلدية في بدايات عام 1884.